# Stewiacke
Stewiacke est une ville canadienne située dans le comté de Colchester en Nouvelle-Écosse.

## Démographie
| 2001  | 2006  | 2011  | 2016  |
| ----- | ----- | ----- | ----- |
| 1 388 | 1 421 | 1 438 | 1 373 |

s